# التدوین فی احوال جبال شروین
التدوین فی احوال جبال شروین که با نام‌های دیگر تاریخ طبرستان و تاریخ سوادکوه مازندران هم شناخته شده‌است، کتابی به زبان فارسی اثر محمدحسن اعتمادالسلطنه است. این کتاب یکی از پیشگامان بررسی تاریخ نواحی شمالی ایران بود و اعتمادالسلطنه کوشید با رویکردی جدید تاریخ طبرستان را بررسی کند.
این کتاب شامل یک دیباچه و مقدمهٔ علمی است. در این مقدمه راجع به اصل و نژاد بومیان طبرستان و زبان آن‌ها و جغرافیای وقت سوادکوه و خلاصهٔ حوادث تاریخ مازندران و علما و رجال آن نواحی صحبت شده‌است. یک جدول دربارهٔ حکمرانان طبرستان ضمیمهٔ این قسمت است. به گفتهٔ احمد کسروی، اعتمادالسلطنه همهٔ مطالب این اثر را از کتب و منابع خارجی اقتباس کرد و گاه در ترجمهٔ اسامی مرتکب اشتباه شد. قزوینی گفته‌است که بیشتر این کتاب نیز به قلم محمدحسین فروغی است. این کتاب در ۱۳۱۱ ق به خط محمدصادق تویسرکانی به چاپ رسید.